# Мйолнір (кратер)
Мйолнір (Mjølnir) — це метеоритний кратер на дні Баренцового моря між Шпіцбергеном та узбережжям Норвегії.
Він має 40 км у діаметрі, а його вік оцінюється в 142,0 ± 2,6 млн років (нижня крейда). Астероїд мав діаметр близько 2 км.
Кратер отримав назву від Мйольніра — міфологічного молота Тора — зброї, яка ламає й розбиває каміння.
2006 року група шведських геологів виявила ознаки цунамі та затоплення шведського південного узбережжя приблизно 145 мільйонів років тому. Припускають, що разом із подібними ознаками, виявленими 2000 року у Франції, воно пов'язане з Мйольнірським зіткненням.